# 中島孝志
中島 孝志（なかじま たかし、1957年 - ）は、日本の出版プロデューサー。自己啓発書作家。
原理原則研究会、松下幸之助経営研究会を主宰。

## 著書
- 『スーパー異才発想の達人ビジネス術 30歳で"スゴイ"と言わせる30の鉄則 "人間通"でなければ生きられない!』かんき出版 1991
- 『人脈がいっぱい 努力しないで人脈ができるネットワークのバイブル』ダイヤモンド社 達人ブックス 1992
- 『能力が目ざめる瞬間 すべての生命には無限の可能性がある』ダイヤモンド社 1993
- 『ノープロブレム!極楽の超時間術 「グズの大忙し」から抜け出す発想とテクニック』ダイヤモンド社 達人ブックス 1994
- 『これで世界は蘇える 本物技術が資本主義を変える』かんき出版 1995
- 『時間を活かす33の鉄則』サンマーク出版 1995　のち文庫
- 『人脈を広げる33の鉄則』サンマーク出版 1995　のち文庫
- 『船井幸雄と松下幸之助に学んだこと カリスマの研究』大和出版 1995
- 『本物の生き方33の鉄則』サンマーク出版 1995
- 『目からウロコが落ちる成功の法則 この習慣が「ツキ」を呼び「仕事」と「人生」を変える』大和出版 1995
- 『30代に必ずやっておくべきこと 自信を持つ26の法則』かんき出版 1996
- 『20代に必ずやっておくべきこと 人生を拓く28の法則』かんき出版 1996　のちワニ文庫
- 『波動経営 21世紀のスーパーカンパニーをつくる』ダイヤモンド社 1996
- 『目からウロコが落ちる人生の鉄則 このことに気づけば人間は大きく変わる』大和出版 1996
- 『30代をどう生きるか 人生と仕事に自信を深める50のヒント』こう書房 1997
- 『売れるようにやれば売れる 成功する営業100の鉄則』ダイヤモンド社 1997
- 『こんな上司は辞表を書け! 人づかいのうまい人へたな人』ダイヤモンド社 1997
- 『実戦!休日頭脳の鍛え方 人生の本当の愉しみ方、活かし方』ダイヤモンド社 1997
- 『実戦!人脈頭脳の鍛え方 人脈の本当の創り方、活かし方』ダイヤモンド社 1997
- 『実戦!「人間通」の鍛え方 人の心がわかる人、わからない人』ダイヤモンド社 1997
- 『20代をどう生きるか 人生と仕事を成功に導く50のヒント』こう書房 1997
- 『入社3年で必ずやっておくべきこと 素質を開花させる24の法則』かんき出版 1997
- 『「複雑系」の成功法則 人脈が広がる、仕事が変わる、人生が開ける』大和出版 1997
- 『頭のいい人 「思考力」「情報力」「表現力」の磨き方』ダイヤモンド社 1998
- 『「あなた」だから、買うんです! 10秒間で顧客満足のプロになる50のヒント』ダイヤモンド社 1998
- 『運を強くする7つの習慣』ダイヤモンド社 1998
- 『「お客様」にきいてみよう! 顧客心理をズバリ読みとる50のヒント』ダイヤモンド社 1998
- 『「こんな上司」になりなさい!  「はじめての部下指導」に成功する50のヒント Are you a leader,or just a reader?』ダイヤモンド社 1998
- 『実戦!時間頭脳の鍛え方 時間の本当の愉しみ方、活かし方』ダイヤモンド社 1998
- 『人生で大事なことはすべて20代の読書で学んだ 絶対に読んでおくべき40冊のヒント』こう書房 1998
- 『人脈のバイブル 第一印象を高め顔を広めるための法則』ダイヤモンド社 達人ブックス 1998
- 『成功できる人できない人 この"一手の違い"が明暗を分ける!』ダイヤモンド社 1998
- 『できる上司できた上司 「能力+人間性」のマネジメント』ダイヤモンド社 1998
- 『20代からの自分を高める勉強法 いままでの自分に付加価値をつけ、「なりたい自分」になるための50のヒント』こう書房 1999　のちSB文庫
- 『20代でゼッタイ「仕事のプロ」になる! ライバルに差をつける後悔しない生き方』大和出版 1999
- 『お金がいっぱい! 人生の「勝ち組」になるお金の貯め方・使い方』ダイヤモンド社 1999
- 『「こんな営業マン」になりなさい! はじめての営業で成功する50の鉄則』ダイヤモンド社 1999
- 『こんな上司が生き残る 「プロ上司」のための50の鉄則』プレジデント社 1999
- 『デノミ生活を愉しみなさい。 心とからだを楽にする「1/2思考法」』太陽企画出版 1999
- 『無理をしないほうがうまくいく 我慢しない、背伸びしない、複雑に考えない』大和出版 1999
- 『20代インターネット人脈術 なぜアイツばかりに人が集まってくるのか』大和出版 2000
- 『20代リーダーいま必ずやっておくこと はじめて部下を持った人への33のアドバイス』大和出版 2000
- 『営業マン入社3年までに必ずやっておくこと 超一流のトップセールスがそっと教える33の勉強法』大和出版 2000
- 『休日にじっくり読む「孫子」 必ず勝つ大人の戦い方』太陽企画出版 2000
- 『休日にじっくり読む「論語」 頭と心を元気にする哲人の言葉』太陽企画出版 2000　『できる人の論語』三笠書房知的生きかた文庫
- 『仕事に効く100粒のビタミン 一日一話』三笠書房 知的生きかた文庫 2000
- 『仕事の技術を身につけるチェックリスト』日本実業出版社 2000
- 『「自分価値」を高める7つの勉強法 ビジネスキャリアに奇跡を起こせ!』プレジデント社 2000
- 『入社3カ月までに必ずやっておくこと 「7つのカベ」を破ったところに、君の「強運」が待っている!』大和出版 2000
- 『部下のやる気に火をつける「実戦」コーチング 「指示命令型」ではない、「自発誘導型」でいけ』大和出版 2000
- 『20代からの顔を広め味方をつくる勉強法 人の心をつかみ将来の成功を確実にするための38のヒント』こう書房 2001
- 『休日にじっくり読む「呻吟語」 第一級の人物になる心の磨き方』太陽企画出版 2001
- 『巧みな質問ができる人できない人』三笠書房 知的生きかた文庫 2001『「この人はできる!」と言われる巧みな質問力』知的生きかた文庫
- 『巧みな説明ができる人できない人』三笠書房 知的生きかた文庫 2001　『仕事ができる人の巧みな伝え方』知的生きかた文庫
- 『伝える技術わからせる技術』三笠書房 2001
- 『なぜか相手が説得されてしまう対話術 「話させ上手」は人の心をつかむのがうまい』大和出版 2001
- 『20代のうちに何をやるかどうやるか』講談社 2002
- 『40歳からなにを書くかどう書くか プロが教える文章表現の技術』太陽企画出版 2002
- 『40歳からの人を動かす「表現力」』講談社 2002　のち講談社+α文庫、ワニ文庫
- 『「頭のいい仕事」ができる人できない人』三笠書房 知的生きかた文庫 2002
- 『巨万の富をつかむ「メモる技術」』ビジネス社 2002
- 『疑問力 仕事と人生の難問をあっという間に解く技術』青春出版社 2002
- 『仕事ができる人の質問力』三笠書房 2002
- 『「部下を動かす!」スピード・コーチング』講談社 2002　『上司は部下を育てるな!』講談社+α文庫
- 『ぼくらの時間割 ビジネスマンのための「冒険小学校」』文芸社 2002
- 『「問題解決」ができる人できない人』三笠書房 知的生きかた文庫 2002
- 『論理的に考えないほうがうまくいく!』講談社 2002
- 『100枚の名刺を100人の人脈にする 20代だからできるネットワークの築き方』大和出版 2003
- 『「10分刻み」ニッチタイム(すきま時間)超勉強法』講談社 2003
- 『20代からの成功地図の歩き方』イースト・プレス 2003
- 『35歳までに決まる!お金持ちになれる人なれない人』ベストセラーズ 2003
- 『40歳からの「3秒間」集中力鍛錬法』講談社 2003
- 『40歳から「人」と「お金」が集まる人の表現力』青春出版社 2003
- 『朝4時起きの仕事術 誰も知らない「朝いちばん」活用法』プレジデント社 2003
- 『「朝型人間」の成功哲学』三笠書房 知的生きかた文庫 2003
- 『一度の人生!もっと自分を深く掘れ ビジネスマンのための「道元の言葉」』文芸社 2003
- 『地頭が強い人間は仕事ができる 35歳までに必ずやっておくべきこと』小学館文庫　2003
- 『巧みな提案ができる人できない人』三笠書房 知的生きかた文庫　2003
- 『地図脳ですべてがうまくいく!』ビジネス社 2003
- 『なぜかお金持ちになる『時間の王様』いつもビンボーな『時間の奴隷』』ベストセラーズ 2003
- 『人を動かす「韓非子」の帝王学 リーダーになるために必ずやっておくこと』太陽企画出版 2003
- 『朝4時起きの錬金術 人生の億万長者になる早朝活用法』プレジデント社 2004
- 『頭のいい「状況判断」50の方法』三笠書房 知的生きかた文庫 2004
- 『大人の仕事術』主婦の友社 2004
- 『大人の表現術』主婦の友社 2004
- 『大人の文章術』主婦の友社 2004
- 『サラリーマンよ「2つの財布」を持ちなさい! 月20万円の小遣いを稼ぐ副業術』青春出版社 2004
- 『仕事がうまくいっている人が大切にしていること』全日出版 2004
- 『仕事の道具箱 この箱を開ける10本のカギがあります』青春出版社 2004　のち文庫
- 『知らないではすまされない仕事の常識完璧マニュアル』全日出版 2004
- 『成功する人の言葉の習慣術』ベストセラーズ 2004
- 『成功に導く意思決定の技術 「正解」を必ず引き出す5つの思考法』太陽企画出版 2004
- 『「何が言いたいか」をスッキリ伝える人になる』主婦の友社 2004
- 『ビックカメラ日本一活気ある会社の社長が社員に毎日話していること』三笠書房 2004
- 『ホントにやりたいこと、見つかった? 財宝の山に出逢うためのワークブック』主婦の友社 2004
- 『読まずに勝てるか! 「人生の成功法則」がわかる怒濤の読書ガイド』太陽企画出版 2004
- 『1週間はこう使え! 一目置かれるデキる人の曜日術』主婦と生活社 2005
- 『29歳までに"その他大勢"から脱けだす習慣』こう書房 2005
- 『頭のいい人は「場の空気」が読める! たった1分で"うまくいく流れ"をつくるノウハウ』青春出版社 2005　『なぜか話がまとまる人話がこじれる人 成功を引き寄せるコミュニケーション術』青春文庫
- 『ウケまくる!技術』廣済堂出版 2005　『ツキを呼ぶ!技術』文庫
- 『大人の説明術』主婦の友社 2005
- 『会社を使えば、何でもできる! だれでも成功できるとっておきの方法』東洋経済新報社 2005
- 『さっさとやれば、何でもかなう! だれでも成功できるシンプルな方法』東洋経済新報社 2005
- 『仕事ができる人の話し方』三笠書房 知的生きかた文庫 2005
- 『「仕事で成功」するために必ずやっておくべきこと』きこ書房 2005
- 『すごい!メモ術 ここで差がつく『仕事の達人』15人の"ワザ"を盗め!』実業之日本社 2005
- 『図解仕事の基本完全マニュアル スピードと成果が3倍アップ』主婦の友社 2005
- 『手帳フル活用術』三笠書房 知的生きかた文庫　2005
- 『「できる人」の段取り力』三笠書房 知的生きかた文庫　2005
- 『人を自在に動かす魔法の「ひと言」 仕事ができる人の話し方』日本文芸社 2005
- 『「身近なバカ」との頭のいいつきあい方 利口な人ほどバカに振り回されるのはなぜなのか?』秀和システム 2005
- 『笑って生きるための「徒然草」 人生が楽しくなる極意』太陽企画出版 2005
- 『笑わせる!技術 なぜ、あの人は人気があるのか』廣済堂出版 2005　のち文庫
- 『あなたの「言い分」はなぜ通らないか』講談社+α新書 2006
- 『ウケる!発想術 「平凡」の壁をやぶるアイデア全カタログ』プレジデント社 2006
- 『身体がどんどん良くなる家に住みたい さらば!シックハウス』プレジデント社 2006
- 『他人を使えば、何でもできる! だれでも成功できる極めつけの方法』東洋経済新報社 2006
- 『「チームで働く力」が身につく本 社会人の基礎力 仕事をしていくうえで必要な常識を養う』中経出版 2006
- 『「できる!」と言われる人の習慣術』三笠書房 知的生きかた文庫　2006
- 『デキる人の数式 ビジネスマン必携!』廣済堂出版 2006
- 『どうにも素敵な文具術 仕事がはかどりすぎて困る!』アーク出版 2006
- 『脳インデックス式メモ術 ひらめき脳が動き出す!』ベストセラーズ 2006
- 『ボールペン1本で変わる営業術』青春新書インテリジェンス 2006
- 『ランチの行列に並んではいけない 一歩抜け出す"仕事"の磨き方』青春新書インテリジェンス 2006
- 『「3%の得意脳」が仕事の苦手をなくす! 一瞬であなたを成功に導くセオリー』太陽企画出版 2007
- 『3カ月で、いっちょまえ 要領3に、気配り7で、「できる仕事」の技術が身につく』経済界 リュウ・ブックスアステ新書 2007
- 『お客が食いつく!アポ取りトーク術 なぜあの人ばかり結果が出せるのか』青春出版社 2007　『仕事の9割は「アポ」で決まる!』青春文庫
- 『キラー・リーディング 「仕事脳」が劇的に回り出す最強の読書法「速読」「多読」「省読」』実業之日本社 2007
- 『仕事の80%は月曜日に終わらせる! できる人の「一週間の使い方」完璧マニュアル』プレジデント社 2007
- 『「時間の王様」vs「お金の王様」』ベストセラーズ ワニ文庫　2007
- 『速効10倍の仕事術』三笠書房 知的生きかた文庫　2007
- 『父親がわが子に必ずやっておくべき30のこと』幸福の科学出版 2007
- 『ツキを呼ぶ聞く技術 "聞具"でチャンスをつかめ!』ビジネス社 2007
- 『なぜ「オシム語」は人を惹きつけるのか? 人を唸らせ、人を黙らせる発想法と話術』廣済堂出版 2007
- 『入社3カ月までに「できる!」と思わせる小さな常識』ぜんにち出版 2007
- 『人を出し抜くアポ取り術 要領よく生きてるヤツは知っている 勝ち組アンダー25歳の法則』主婦の友社 凄ビジ・シリーズ 2007
- 『「墨子」の自分の城は自分で守れ 二千年後に甦った不滅の人間哲学』太陽企画出版 2007
- 『メモ・ノート200%活用術』三笠書房 知的生きかた文庫　2007
- 『問題解決の「引き出し」 大人の仕事術』青春出版社 2007
- 『インテリジェンス読書術 年3000冊読破する私の方法』講談社+α新書 2008
- 『営業マン必ず身につけておきたい7つの習慣 1年目から上場企業150社開拓した男が明かす!』大和出版 2008
- 『このすごい思考術を盗もう! 最強の「地頭力」をつくるオモシロ講義』プレジデント社 2008
- 『発想の道具箱 考える「仕組み」をいくつ持っているか』青春出版社 2008
- 『もうちょっと仕事が好きになるだけで成功できる 中島孝志の「1行!仕事塾」』幸福の科学出版 2008
- 『20代からのチャンスをつかむ勉強法』ベストセラーズ ワニ文庫 2009
- 『"一生懸命"働くな。』三笠書房 知的生きかた文庫 2009
- 『仕事の整理術基本とコツ たちまちわかる・すぐに役立つ』学習研究社 「ビジネスの基本とコツ」シリーズ 2009
- 『「数式思考」の技術 「知的生産力」を10倍アップさせるフレームワーク』講談社+α新書 2009
- 『すごい人脈! 一流の人脈、最高の人脈のつくりかた』マガジンハウス 2009
- 『すごい読書! 仕事力・マネー力・運気力がアップする』マガジンハウス 2009
- 『成功する『5シクミ』の法則 仕事、時間、速読、手帳、人脈のシクミで仕事のできる人になる!』ソフトバンククリエイティブ 2009
- 『「真似する」力』三笠書房 知的生きかた文庫 2009
- 『25歳からの「仕事の教科書」』主婦の友社 2010
- 『30歳から読む韓非子 思いどおりに人を動かす権謀術数のすべて』マガジンハウス 2010
- 『30歳から読む呻吟語 不遇・逆境なんかに絶対負けない!』マガジンハウス 2010
- 『30歳から読む孫子 百戦百勝の仕事術』マガジンハウス 2010
- 『30歳から読む論語 「自分磨き」のヒントが必ず見つかる!』マガジンハウス 2010
- 『35歳からの仕事の教科書』メトロポリタン・プレス 2010
- 『坂本龍馬に学ぶ33の仕事術日本を洗濯致したく候』マガジンハウス 2010
- 『仕事が嫌になったら読む本』マガジンハウス 2010
- 『本は絶対、1人で読むな!』潮出版社 2010
- 『「経営」についてこれだけは知っておいて欲しいこと』メトロポリタンプレス 2011
- 『ほんとうは失敗続きだった「経営の神様」 経営伝-松下幸之助』メトロポリタンプレス 2011
- 『利益を上げる会社の社長が必ずやっていること』PHP研究所 2011
- 『20代ですごい結果を出している人の断トツ!仕事術』青春出版社 2012
- 『40歳までにやっておくべきこと 人生に後悔しないために』ワック 2012
- 『「頭のいい人」は、シンプルに仕事する!』三笠書房 2012　のち知的生きかた文庫
- 『一流の人、二流の人 決定版! ホンモノほどシンプルに仕事する!』マガジンハウス 2012
- 『キラーリーディング 驚異の読書法』ATパブリケーション 2012
- 『仕事ができる人の「しないこと」リスト』三笠書房 知的生きかた文庫 2012
- 『世界経済が沈んでも日本は必ず繁栄する 日米主従同盟の終わり』さくら舎 2012
- 『「ゆううつな月曜日」をシンプルにやり過ごす28のテクニック』フォレスト出版 2012
- 『断られない営業マンの質問力』三笠書房 知的生きかた文庫 2013
- 『なぜ頑張ってもいつも結果が出せないのか? 「気の毒な人」の発想法』アーク出版 2013
- 『日本経済は大企業と金持ちから完全復活する!』さくら舎 2013
- 『仕事が速い人の「手帳・メモ・ノート」超活用術』三笠書房 知的生きかた文庫 2014
  - 『手帳フル活用術』(2005年)と『メモ・ノート200%活用術』(2007年)の合本、改題、再編集
- 『仕事は「すべきこと」より「しないこと」で決まる! 結果を出す人の「しないこと」リスト77』実業之日本社 2014
- 『「要領がいい人」のすごい考え方』三笠書房 知的生きかた文庫 2014
- 『30代は仕事に狂いなさい!』ゴマブックス 2015
- 『2時間で仕事ができる人になる』ゴマブックス 2015
- 『松下幸之助その凄い!経営』ゴマブックス 2015
- 『売れる営業マンの「しないこと」リスト』三笠書房 知的生きかた文庫 2016
- 『孫子の戦略 運をつかんで生きる智慧』ベスト新書 2016
- 『ちょっと待て、マイナンバー! チャイナショックの背後で密かに進む、日本政府が仕掛けている大変なこと』ゴマブックス 2016
- 『人として真価が問われるこの一瞬 この場面で、この「ひと言」が言える人』ぱる出版 2016

### 共著
- 『船井幸雄が読む第四の波大変化直前』「人間観」研究会共著 かんき出版 1994
- 『船井幸雄の人生道場 ほんとにやりたいこと、できてますか』船井幸雄共著 ダイヤモンド社 1994　のち徳間文庫
- 『プラス発想で生きる 船井幸雄の人間道場』船井幸雄共著 プレジデント社 1995
- 『船井幸雄の実践・人生道場 不透明な時代の正しい生き方』船井幸雄共著 ダイヤモンド社 1996 『「本物」を生きる 船井幸雄の実践・人生道場』徳間文庫
- 『船井論語 宇宙篇 (人間観、宇宙観を確立する知恵)』ダイヤモンド社 1996
- 『船井論語 人生篇 (生き方を一変させる33の知恵)』ダイヤモンド社 1996
- 『船井論語 成功篇 (仕事と人生に幸福をもたらす知恵)』ダイヤモンド社 1996
- 『船井論語 商道篇　お客様を信者にできますか?』船井幸雄 述 ダイヤモンド社 1999
- 『税金を給料1カ月分取り戻す本 誰でもできる256のポイント 平成12年度最新版』奥村眞吾共著 ダイヤモンド社 1999
- 『「朝勉」は、自分を10倍賢くする! まさに驚きの"効果"報告! 要領がいい人の「1日×1回×1時間!」勉強法』朝勉倶楽部共著 イースト・プレス 2010
- 『賢人の読書術 多読・精読の両輪で読書を習慣化。教養の高い人間を目指せ!』成毛眞,松山真之助,藤井孝一,平野啓一郎共監修 幻冬舎 2013
- 『これから日本経済は途方もなく凄いことになる』藤澤治共著 さくら舎 2013
- 『儲かる農業をやりなさい! TPPは大チャンス!世界が注目するSATOYAMA』鈴木渉共著 マネジメント社 2014
- 『空海 無限の言葉 高野山開創1200年』吉川政瑛共著 ゴマブックス 2015
- 『英国EU離脱の本当の理由!?いよいよドイツ発金融恐慌が始まる! 恐慌はすでに始まっている! 第2弾!』松藤民輔共著 ゴマブックス 2016
- 『恐慌はすでに始まっている! 世界経済終わりの始まり』松藤民輔共著 ゴマブックス 2016
- 『社長さん、お金を残したいなら税務署の嫌がることをやりなさい!』鈴木和宏共著 ゴマブックス 2016
- 『トップ営業マンは極道だった 実録修羅場の人間学』氷嶋虎生共著 ゴマブックス 2016

### 翻訳
- インドラ・チョーハン『愛の言霊 スピリチュアルメッセージ 心を癒す100の言葉』ダイヤモンド社 1997
- カリン・アイルランド（英語版）『仕事と人生に生かす成功のヒント333』ダイヤモンド社 1998
- エルバート・ハバード（英語版）『あなたはガルシアに手紙を届けられるか?』三笠書房 2003
- 『超訳韓非子 善をなすために、悪を知る』三笠書房 知的生きかた文庫 2015